# 足立建夫
足立 建夫（あしだち たつお、1944年11月9日 - 2022年5月5日）は、日本の俳優。島根県松江市出身。プロダクション・タンク所属。

## 人物
身長173cm。体重72kg。
以前は劇団総芸、劇団森の会、劇団キーボードに所属していた。
特技は演歌。
息子は俳優の足立龍弥。

## 出演作品

### テレビドラマ

#### NHK
- 連続テレビ小説 君の名は（1991年）
- 金曜時代劇
  - 腕におぼえあり2（1992年） - 梶原頼母
  - 十時半睡事件帖（1994年）
- ゆっくりおダイエット（1994年）
- 大河ドラマ
  - 秀吉（1996年）
  - 利家とまつ〜加賀百万石物語〜（2002年）
- 官僚たちの夏（1996年）
- 新・花へんろ（1997年）
- 上杉鷹山-二百年前の行政改革-（1998年）
- 私の中の誰か〜買い物依存症の女たち〜（1998年）※ノンクレジット
- 緋が走る（1999年）

#### 日本テレビ
- 水曜グランドロマン 死刑囚からの恋うた（1991年）
- 火曜サスペンス劇場 九門法律相談所5（1996年）
- 夜逃げ屋本舗スペシャル（1999年）
- 怖い日曜日（1999年）
- 東京ぬけ道ガール（2002年）
  - 東京ぬけ道ガールリターンズ（2002年）
- 仔犬のワルツ（2004年）
- 恋のから騒ぎドラマスペシャル 〜Love StoriesLL〜（2005年）

#### TBS
- 金曜日の離婚したい妻たちへ（1995年）
- 金曜ドラマ
  - 愛とは決して後悔しないこと（1996年）
  - 金曜日の恋人たちへ（2000年）
  - クロコーチ（2013年）
- ウルトラシリーズ
  - ウルトラマンダイナ（1998年） - 孤児施設職員
  - ウルトラマンガイア（1999年） - 斎藤昌典
  - ウルトラマンコスモス（2002年） - 奥日高村町長
  - ウルトラマンマックス（2005年） - 森林監視員
  - ウルトラマンメビウス（2007年） - ソリチュラと同化した老人
- ビッグウイング（2001年）
- 刑事☆イチロー（2003年）
- 愛するために愛されたい（2003年）
- すずがくれた音（2004年）
- 汚れた舌（2005年）※足達建夫と誤記
- 夢で逢いましょう（2005年）
- 特命!刑事どん亀（2006年）
- S -最後の警官-（2014年）

#### フジテレビ
- 愛の流星（1999年）
- 花村大介（2000年）
- 幸福の明日（2000年）
- 曲がり角の彼女（2005年）
- 偽りの花園（2006年）
- カイドク〜都市伝説の暗号ミステリー〜（2009年） - 森本純一郎
- 信長協奏曲（2014年）

#### テレビ朝日
- 味いちもんめ2（1995年）
- はみだし刑事情熱系（1999年）
- ナイトドラマスペシャル「爆笑問題のおバカな人々」（2000年）
- はぐれ刑事純情派（2004年）
- 魔法戦隊マジレンジャー（2005年） - 老人
- 土曜ワイド劇場 警視庁電話指導官〜深川真理子の事件簿（2008年） - 石倉国夫

#### テレビ東京
- 孤独のグルメ Season3 第11話（2013年9月18日） - 年寄り客(1) 役

#### WOWOW
- ネオ・ウルトラQ（2013年） - 大山シロウ

### テレビ番組
- その時歴史が動いた（NHK）

### 映画
- 咬みつきたい（1991年）
- 日本一短い「母」への手紙（1995年）
- Shall we ダンス?（1996年）
- 美味しんぼ（1996年）
- スーパーの女（1996年） - グローサリー部
- 宮澤賢治 その愛（1996年）
- 八つ墓村（1996年）
- Lie Lie Lie（1997年）
- 洗濯機は俺にまかせろ（1999年）
- お受験（1999年）
- 秘密（1999年）
- BROTHER（2001年）
- 姉妹OL 抱きしめたい（2001年）
- 海は見ていた（2002年）
- SHINOBI-HEART UNDER BLADE-（2005年）
- 少女の夢〜いのちつないで（2012年） - 槙野一郎
- 謝罪の王様（2013年） - マンタン王国国民
- 一度も撃ってません（2020年）- 津気増
- 遠くて近い友

### CM
- UFJつばさ証券
- 養命酒製造
- 白木屋
- イエローハット

### 舞台
- 気分は素頓狂なAとBと
- 寝転八起行進曲
- 奥様はかぐや姫
- 舌足らずなロンリー

### VP
- 川崎市清掃思想普及広報映画
- オリンピック招致
- 漢方診療の進め方
- 振り込め詐欺防犯協会